# Itzaea sericea
Itzaea sericea är en vindeväxtart som först beskrevs av Paul Carpenter Standley och som fick sitt nu gällande namn av Paul Carpenter Standley och Julian Alfred Steyermark.
Itzaea sericea ingår i släktet Itzaea och familjen vindeväxter. Inga underarter finns listade i Catalogue of Life.